# スピーの彎曲

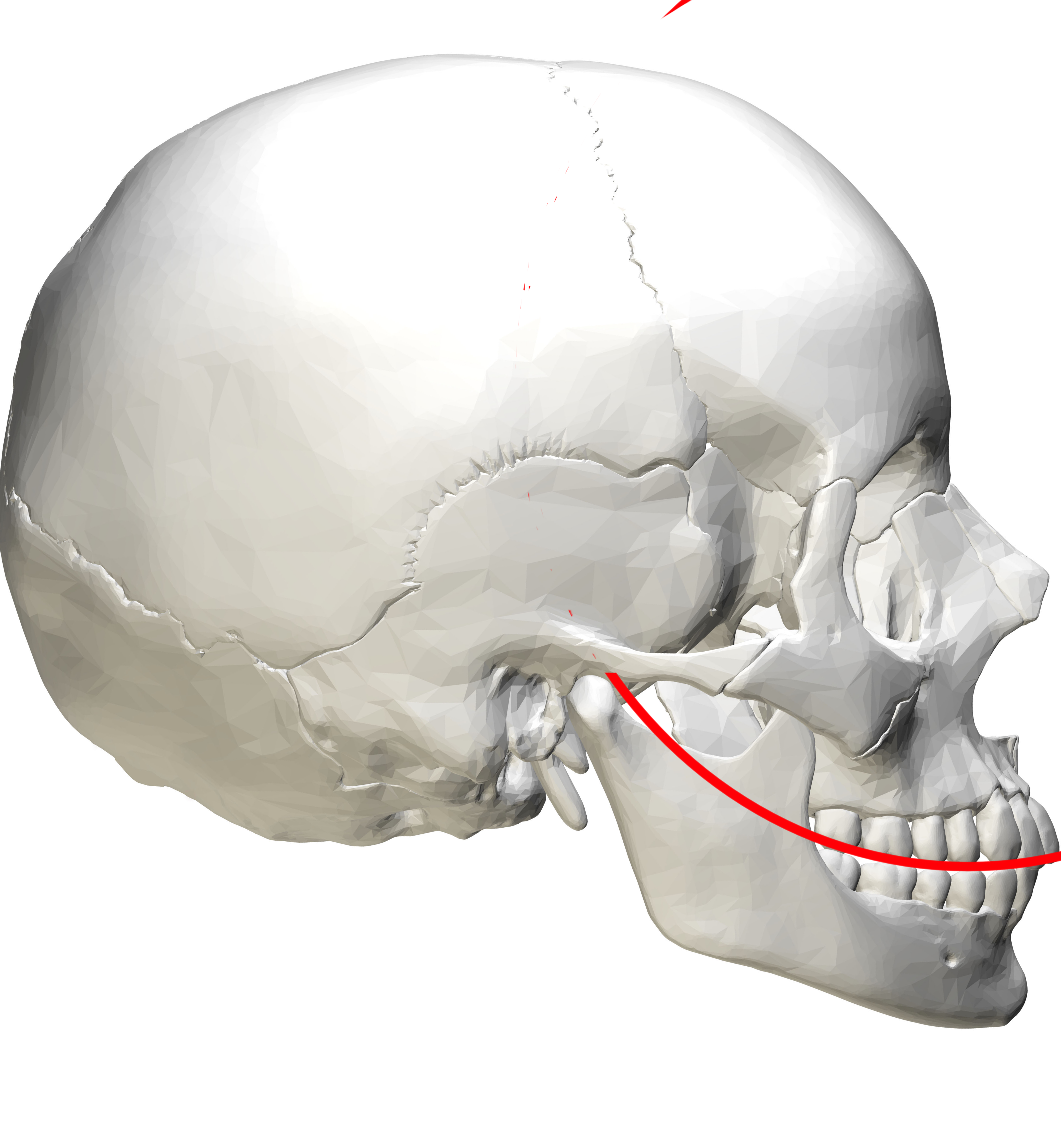
赤線の部分がスピーの彎曲

スピーの彎曲（スピーのわんきょく、独: Spee-Kurve、別名「矢状咬合曲線」）とは、下顎犬歯の遠心隅角と下顎臼歯部頰側咬頭頂を連ねて出来る、下方に凸している彎曲である。
彎曲は湾曲、弯曲、曲線、カーブとも。

## 概要
ドイツの解剖学者フェルディナント・グラフ（伯爵）・フォン・スピーによって1890年に発見され、彼の名がついた。
普通の人々にはこれは存在せず、このままだと物が噛みにくくなるために、治療したほうが良いと言われる。
- スピーの彎曲